# Championnats d'Afrique de judo 2005
Navigation
Édition précédente Édition suivante
Les Championnats d'Afrique de judo 2005 sont la 26e édition de cette compétition. Ils ont été disputés  du 18 au 21 mai 2005 à Port Elizabeth en République sud-africaine. Ils ont été dominés par  l'Algérie qui a remporté 14 médailles dont 7 en or, auxquels sont ajoutés  les deux titres de la compétition par équipes. Le judoka algérien Amar Meridja a été élu meilleur judoka. dans sa catégorie le tunisien Anis Lounifi, ancien champion du monde qui faisait ses adieux à la compétition s’est contenté d’une médaille de bronze.   

## Tableau des médailles
Le tableau des médailles officiel ne prend pas en compte les deux compétitions par équipes.
| Rang  | Nation         | Or | Argent | Bronze | Total |
| ----- | -------------- | -- | ------ | ------ | ----- |
| 1     | Algérie        | 7  | 2      | 5      | 14    |
| 2     | Tunisie        | 4  | 4      | 6      | 14    |
| 3     | Égypte         | 3  | 3      | 1      | 7     |
| 4     | Sénégal        | 1  | 2      | 3      | 6     |
| 5     | Angola         | 1  | 0      | 0      | 1     |
| 6     | Afrique du Sud | 0  | 3      | 1      | 4     |
| 7     | Nigeria        | 0  | 1      | 2      | 3     |
| 8     | Niger          | 0  | 1      | 0      | 1     |
| 9     | Maroc          | 0  | 0      | 6      | 6     |
| 10=   | Burkina Faso   | 0  | 0      | 1      | 1     |
| 10=   | Côte d'Ivoire  | 0  | 0      | 1      | 1     |
| 10=   | Gabon          | 0  | 0      | 1      | 1     |
| 10=   | Madagascar     | 0  | 0      | 1      | 1     |
| Total | Total          | 16 | 16     | 28     | 60    |

## Podiums

### Femmes
| Épreuves                          | Or                    | Argent                  | Bronze                                                   |
| --------------------------------- | --------------------- | ----------------------- | -------------------------------------------------------- |
| Moins de 48 kg poids super-légers | Soraya Haddad (ALG)   | Chahnez M'barki (TUN)   | Nina Marthine Randriamalala (MAD) Sandrine Ilendou (GAB) |
| Moins de 52 kg poids mi-légers    | Hajer Barhoumi (TUN)  | Lynda Mekzine (ALG)     | Asmaa Naqouss (MAR) Hortense Diedhiou (SEN)              |
| Moins de 57 kg poids légers       | Lila Latrous (ALG)    | Adeboya Funmilola (NGA) | Khaoula Jouini (TUN) Fatima Zohra Ait Ali (MAR)          |
| Moins de 63 kg poids mi-moyens    | Fanta Keita (SEN)     | Radia Boubrioua (ALG)   | Catherine Ekuta (NGA) Chedlya Ghliss (TUN)               |
| Moins de 70 kg poids moyens       | Antonia Moreira (ANG) | Yousra Zribi (TUN)      | Kahina Hadid (ALG) Gisèle Mendy (SEN)                    |
| Moins de 78 kg poids mi-lourds.   | Houda Miled (TUN)     | Sharlene Laishley (RSA) | Chahla Atailia (ALG)                                     |
| Plus de 78 kg poids lourds        | Samah Ramadan (EGY)   | Insaf Yahyaoui (TUN)    | Aminata Diatta (SEN)                                     |
| Open kg Toutes catégories.        | Samah Ramadan (EGY)   | Insaf Yahyaoui (TUN)    |                                                          |

### Hommes
| Épreuves                          | Or                        | Argent                     | Bronze                                           |
| --------------------------------- | ------------------------- | -------------------------- | ------------------------------------------------ |
| Moins de 60 kg poids super-légers | Omar Rebahi (ALG)         | Bulelani Makoba (RSA)      | Zied Ben Mahjoub (TUN) Herman Zoungrana (BUR)    |
| Moins de 66 kg poids mi-légers    | Amar Meridja (ALG)        | Abdou Alassane Djibo (NIG) | Anis Lounifi (TUN) Shady Dawah (EGY)             |
| Moins de 73 kg poids légers       | Mohamed Khachouche (ALG)  | Chris Sadie (RSA)          | Anis Dkhili (TUN) Bashira Nsa (NGA)              |
| Moins de 81 kg poids mi-moyens    | Youssef Badra (TUN)       | Baye Diawara (SEN)         | Safouane Attaf (MAR) Abderrahmane Benamadi (ALG) |
| Moins de 90 kg poids moyens       | Khaled Meddah (ALG)       | Hesham Mesbah (EGY)        | Amadou Kanate (CIV) Mohamed El Assri (MAR)       |
| Moins de 100 kg poids mi-lourds   | Bassel El Gharabawy (EGY) | Bara Ndiaye (SEN)          | Hassan Azzoun (ALG) Mourad Laiti (MAR)           |
| Plus de 100 kg poids lourds       | Anis Chedly (TUN)         | Islam El Shehaby (EGY)     | Mohamed Bouaichaoui (ALG) Justin Goosen (RSA)    |
| Open kg Toutes catégories         | Mohamed Bouaichaoui (ALG) | Islam El Shehaby (EGY)     | Anis Chedly (TUN) Mohamed Merbah (MAR)           |

### Par équipes
| Épreuves | Or      | Argent  | Bronze  |
| -------- | ------- | ------- | ------- |
| Hommes   | Algérie | Tunisie | Maroc   |
| Femmes   | Algérie | Tunisie | Sénégal |